# Storofsen
Storofsen var en översvämning i östra Norge i juli 1789, då 63 personer rapporterades försvunna, tusentals hus totalförstördes och tusentals boskapsdjur drunknade. Floderna Glomma och Gudbrandsdalslågen översvämmades, och vattennivån på Mjøsa steg 10 meter över den vanliga nivån. Det fanns inte regnmätningar då, men en uppgift angav att en tunna fylldes av regnvatten på några dagar, vilket beräknats motsvara minst 320 mm. En sådan stor översvämning har inte förekommit i regionen sedan dess.
Koppargruvan Kvikne kobberverk skadades svårt av översvämningen, och gruvdriften upphörde i stort sett. Ett antal bönder som fått åkrar förstörda av vattenflöden, fick ny mark i Nord-Norge.

### Fotnoter
1. ↑  Marius A. Mardal. ”Storofsen” (på norska). Store norske leksikon. http://snl.no/Storofsen. Läst 27 september 2014.